# Goncourt (stanice metra v Paříži)
Goncourt je nepřestupní stanice pařížského metra na lince 11 na hranicích 10. a 11. obvodu v Paříži. Nachází se na křižovatce Avenue Pamentier a Rue du Faubourg-du-Temple.

## Historie
Stanice byla otevřena 28. dubna 1935 jako součást nově zřízené linky 11 mezi stanicemi Châtelet a Porte des Lilas.

## Název
Stanice byla pojmenována po francouzském spisovateli Edmondu Goncourtovi (1822-1896), který založil Académie Goncourt, která od roku 1903 každoročně uděluje literární Goncourtovu cenu. Název stanice je ještě dodatečně doplněn podnázvem Hôpital Saint-Louis psaný malým písmem podle nedaleké nemocnice.

## Zajímavosti v okolí
- Hôpital Saint-Louis severně od stanice